# Mondea

Mapa con algunas de las principales ciudades de la antigua Tesalia y zonas adyacentes. Mondea estaba situada al norte.

Mondea (en griego, Μονδαία) es el nombre de una antigua ciudad griega de Tesalia, del distrito de Perrebia. 
La ciudad aparece atestiguada por testimonios epigráficos desde el siglo IV a. C. entre los que se puede destacar una lista de ciudades de Perrebia que ofrecían una dedicatoria conjunta a Apolo Pitio hacia 375-350 a. C. y un decreto de proxenía del año 178 a. C. para unos jueces de Mondea documentado en una inscripción de Gonos.
Se localiza en Kastri, al este de la población actual de Loutro Elassonas.